# Vladimir Tchebatourkine
Pour les articles homonymes, voir Tchebatourkine.
Vladimir Aleksandrovitch Tchebatourkine - en russe Владимир Александрович Чебатуркин et en anglais : Vladimir Chebaturkin - (né le 23 avril 1975 à Tioumen en URSS) est un joueur professionnel russe de hockey sur glace devenu entraîneur.

## Biographie

### Carrière en club
En 1992, il commence sa carrière avec le Kristall Saratov dans la Vyschaïa Liga. Il a remporté le Championnat de la Communauté des États indépendants avec le Dinamo en 1992. Il est choisi au cours du repêchage d'entrée 1993 dans la Ligue nationale de hockey par les Islanders de New York en 3e ronde, en 66e position. Il évolue en Amérique du Nord de 1996 à 2003, année de son retour en Russie. Il a porté les couleurs de trois franchises de la LNH : les Islanders, les Blues de Saint-Louis et les Blackhawks de Chicago. Il met un terme à sa carrière en 2009.

### Carrière internationale
Il a représenté la Russie au niveau international. Il a participé aux sélections jeunes.

## Statistiques

### En club
| Saison     | Équipe                     | Ligue         |    | Saison régulière | Saison régulière | Saison régulière | Saison régulière | Saison régulière |    | Séries éliminatoires | Séries éliminatoires | Séries éliminatoires | Séries éliminatoires | Séries éliminatoires |
| Saison     | Équipe                     | Ligue         | PJ | B                | A                | Pts              | Pun              | PJ               | B  | A                    | Pts                  | Pun                  |                      |                      |
| 1992-1993  | Kristall Elektrostal       | Vyschaïa liga |    |                  |                  |                  |                  |                  |    |                      |                      |                      |                      |                      |
| 1993-1994  | Kristall Elektrostal       | Vyschaïa liga | 42 | 4                | 4                | 8                | 38               |                  |    |                      |                      |                      |                      |                      |
| 1994-1995  | Kristall Elektrostal       | Superliga     | 52 | 2                | 6                | 8                | 90               | --               | -- | --                   | --                   | --                   |                      |                      |
| 1995-1996  | Kristall Elektrostal       | Superliga     | 44 | 1                | 6                | 7                | 30               |                  |    |                      |                      |                      |                      |                      |
| 1996-1997  | Grizzlies de l'Utah        | LIH           | 68 | 0                | 4                | 4                | 34               | --               | -- | --                   | --                   | --                   |                      |                      |
| 1997-1998  | Thoroughblades du Kentucky | LAH           | 54 | 6                | 8                | 14               | 52               | 2                | 0  | 0                    | 0                    | 4                    |                      |                      |
| 1997-1998  | Islanders de New York      | LNH           | 2  | 0                | 2                | 2                | 0                | --               | -- | --                   | --                   | --                   |                      |                      |
| 1998-1999  | Lock Monsters de Lowell    | LAH           | 69 | 2                | 12               | 14               | 85               | 3                | 0  | 0                    | 0                    | 0                    |                      |                      |
| 1998-1999  | Islanders de New York      | LNH           | 8  | 0                | 0                | 0                | 12               | --               | -- | --                   | --                   | --                   |                      |                      |
| 1999-2000  | Lock Monsters de Lowell    | LAH           | 63 | 1                | 8                | 9                | 118              | 7                | 0  | 4                    | 4                    | 11                   |                      |                      |
| 1999-2000  | Islanders de New York      | LNH           | 17 | 1                | 1                | 2                | 8                | --               | -- | --                   | --                   | --                   |                      |                      |
| 2000-2001  | IceCats de Worcester       | LAH           | 33 | 0                | 7                | 7                | 73               | 10               | 1  | 0                    | 1                    | 10                   |                      |                      |
| 2000-2001  | Blues de Saint-Louis       | LNH           | 22 | 1                | 2                | 3                | 26               | --               | -- | --                   | --                   | --                   |                      |                      |
| 2001-2002  | Admirals de Norfolk        | LAH           | 57 | 2                | 8                | 10               | 78               | --               | -- | --                   | --                   | --                   |                      |                      |
| 2001-2002  | Blackhawks de Chicago      | LNH           | 13 | 0                | 2                | 2                | 6                | 3                | 0  | 0                    | 0                    | 2                    |                      |                      |
| 2002-2003  | Wolf Pack de Hartford      | LAH           | 53 | 4                | 3                | 7                | 88               | --               | -- | --                   | --                   | --                   |                      |                      |
| 2003-2004  | Ak Bars Kazan              | Superliga     | 42 | 1                | 4                | 5                | 36               | 3                | 0  | 0                    | 0                    | 2                    |                      |                      |
| 2004-2005  | Neftekhimik Nijnekamsk     | Superliga     | 59 | 3                | 6                | 9                | 52               | 3                | 0  | 0                    | 0                    | 2                    |                      |                      |
| 2005-2006  | Neftekhimik Nijnekamsk     | Superliga     | 38 | 0                | 2                | 2                | 72               | 2                | 0  | 0                    | 0                    | 4                    |                      |                      |
| 2006-2007  | Amour Khabarovsk           | Superliga     | 31 | 0                | 1                | 1                | 44               | --               | -- | --                   | --                   | --                   |                      |                      |
| 2007-2008  | Amour Khabarovsk           | Superliga     | 35 | 1                | 1                | 2                | 73               | 4                | 0  | 0                    | 0                    | 4                    |                      |                      |
| 2008-2009  | Neftekhimik Nijnekamsk     | KHL           | 11 | 0                | 0                | 0                | 12               | --               | -- | --                   | --                   | --                   |                      |                      |
| Totaux LNH | Totaux LNH                 | Totaux LNH    | 62 | 2                | 7                | 9                | 52               | 3                | 0  | 0                    | 0                    | 2                    |                      |                      |

### En équipe nationale
| Année | Compétition                 |   | PJ | B | A | Pts | Pun               |  | Résultat |
| 1993  | Championnat d'Europe junior | 5 | 0  | 1 | 1 | 0   | Médaille d'argent |  |          |
| 1993  | Championnat du monde junior | 6 | 0  | 1 | 1 | 0   | Sixième place     |  |          |
| 1995  | Championnat du monde junior | 7 | 0  | 2 | 2 | 2   | Médaille d'argent |  |          |